# AllJoyn
AllJoyn（オールジョイン）は、Qualcomm（クアルコム）によるIoT向けの規格。

## 概要
AllJoyn は Linux Foundationのプロジェクトで、周辺デバイス(IoT)と通信接続する近距離無線通信のためのオープンソースソフトウェアや規格を開発していた。現在は Open Connectivity Foundation(OCF)が管理している。 
通信する御互いの機器がAllJoyn に対応していれば、OSやアーキテクチャによらずに通信できる。例えば、スマートフォンから家電製品を操作するなどの用途が想定されている。
AllJoynの通信には、Wi-Fi や Bluetoothなどの既存のネットワークの利用を想定しており、AllJoyn の規格はそのネットワーク上で通信相手の機器の発見や、サービスの特定や、機器の制御などを行う。